# Terrence Malick
Terrence Frederick Malick (Ottawa, 30 novembre 1943) è un regista, sceneggiatore e produttore cinematografico statunitense.
Noto per la sua riservatezza e per il perfezionismo maniacale, che lo porta ad impiegare tempi notevoli per la realizzazione dei propri film, è considerato un regista di grande prestigio, nonostante abbia diretto solamente una decina di lungometraggi nell'arco di cinquant’anni di carriera (con un intervallo di ben vent'anni tra il secondo e il terzo). I suoi film sono noti per le loro riflessioni filosofiche e spirituali, lo stile registico ricercato ed ermetico, i temi naturalistici affrontati e per il dividere quasi sempre i giudizi della critica o del pubblico.
Ha vinto la Palma d'oro a Cannes nel 2011 per The Tree of Life, l'Orso d'oro a Berlino nel 1999 per La sottile linea rossa, il premio per la regia a Cannes nel 1979 per I giorni del cielo e la Concha de Oro al Festival di San Sebastián nel 1974 per il film d'esordio La rabbia giovane. È stato candidato due volte al Leone d'oro a Venezia e tre volte all'Oscar (due per la miglior regia e una per la miglior sceneggiatura non originale). È stato inoltre l'autore (non accreditato) del soggetto per il film di culto Ispettore Callaghan: il caso Scorpio è tuo!.
Nel 2011, il critico cinematografico Roger Ebert l'ha definito "uno dei pochi registi i cui film non sono mai meno che capolavori".:

## Biografia
Terrence Malick nasce a Ottawa, Illinois, da madre statunitense, Irene Thompson (1912–2011), e da padre statunitense, Emil A. Malick (1917-2013), un geologo figlio di una coppia d'immigrati siriani di religione nestoriana. Studia alla St. Stephen's Episcopal School di Austin, Texas. Alla fine degli anni sessanta, il fratello minore Larry si trasferisce in Spagna assieme ad Andrés Segovia per migliorare le sue abilità come chitarrista; nel 1968, dopo che Larry si rompe intenzionalmente entrambe le mani a causa della pressione esercitata su di lui dagli studi musicali, il padre si reca ad aiutarlo, ma Larry muore suicida poco tempo dopo. La prematura morte del fratello segna molto Malick, tanto da esplorarne il tema in The Tree of Life e in Knight of Cups.
Si laurea in filosofia ad Harvard nel 1965. Abbandona Oxford dopo uno screzio con il suo tutor Gilbert Ryle riguardo alla sua tesi sul concetto di mondo di Søren Kierkegaard, Martin Heidegger e Ludwig Wittgenstein. Nel 1969, Northwestern University Press pubblica la traduzione in lingua inglese dell'opera di Heidegger Vom Wesen des Grundes, a cura di Malick, intitolata The Essence of Reason.
Tornato negli Stati Uniti, Malick svolge molteplici attività: operaio ai pozzi di petrolio, professore di filosofia presso il MIT, ornitologo e giornalista freelance per Newsweek, The New Yorker e Life.

## Carriera

### Anni settanta
Malick muove i primi passi nel mondo del cinema dirigendo nel 1969 il cortometraggio Lanton Mills, che gli vale un Master of Fine Arts per conto dell'AFI, dove conosce l'attore Jack Nicholson, lo scenografo suo futuro collaboratore Jack Fisk, e il suo agente Mike Medavoy, che gli procura un lavoro freelance come sceneggiatore. Non accreditato, contribuisce al primo trattamento di Ispettore Callaghan: il caso Scorpio è tuo! (1971) e Yellow 33 (1971), di Nicholson, mentre viene accreditato come sceneggiatore di Per una manciata di soldi (1972), dove ha anche un cameo. Sotto lo pseudonimo di David Whitney, Malick co-sceneggia The Gravy Train (1974). Quando la produzione di Deadhead Miles, di cui aveva scritto la sceneggiatura, viene improvvisamente fermata dalla Paramount Pictures, che lo riteneva un film irrealizzabile, Malick decide di dirigersi da solo le proprie sceneggiature.
Il suo primo progetto da regista è un film indipendente, La rabbia giovane (Badlands) (1973), con Martin Sheen e Sissy Spacek nei panni di una giovane coppia che fugge dalle forze dell'ordine per gli Stati Uniti degli anni '50, lasciandosi dietro una scia di cadaveri. Ispirato alle vicende del serial killer Charles Starkweather, il film, per essere realizzato, costringe Malick a raccogliere parte della cifra necessaria attraverso persone esterne all'industria cinematografica come dottori e dentisti. L'altra metà del budget viene raccolta dal produttore Edward Pressman, mentre altri venticinquemila dollari vengono forniti personalmente da Malick. In seguito a una travagliata produzione, che vede anche diversi membri della troupe abbandonare il progetto durante le riprese, La rabbia giovane viene accolto entusiasticamente alla sua anteprima al New York Film Festival, e la Warner Bros. ne compra i diritti di distribuzione per una cifra oltre tre volte il suo budget. Fanno la loro comparsa già da questo primo film la disperazione e la solitudine dei personaggi che caratterizzeranno il cinema di Malick, oltre che altri veri e propri marchi di fabbrica del regista, come delle intense e complesse riflessioni sulla natura e la sempre presente voce narrante fuori campo.

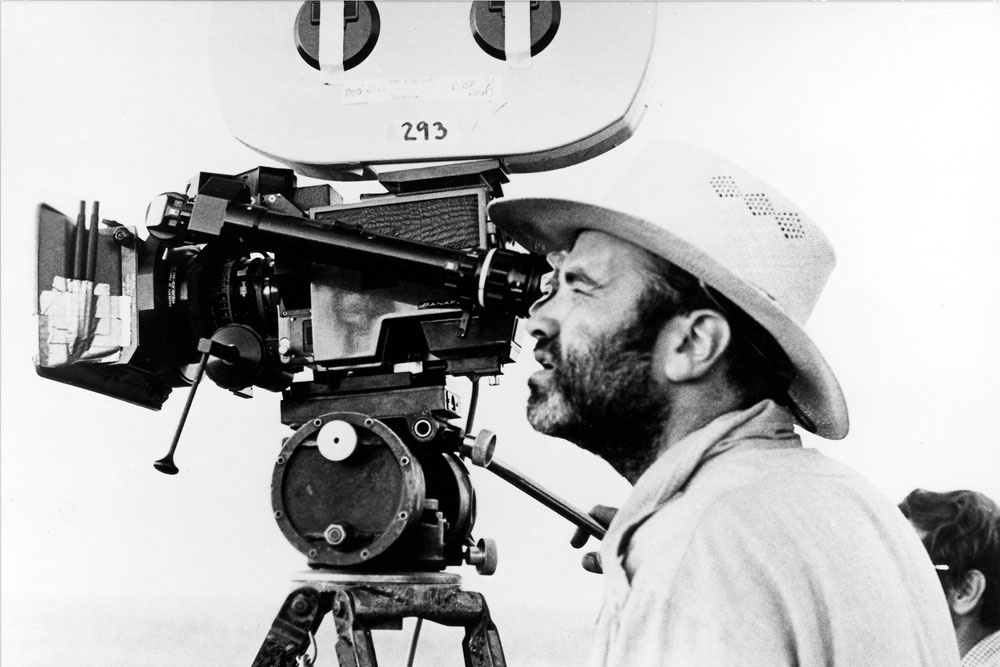
Malick durante la produzione de I giorni del cielo (1978).

Il secondo film di Malick è I giorni del cielo (Days of Heaven) (1978), che parla di un triangolo amoroso sviluppatosi nella campagna rurale texana degli inizi del XX secolo. La lavorazione ha inizio nel 1976 in Alberta, Canada, con Malick che insiste affinché le riprese avvengano solamente durante la cosiddetta ora dorata. Come successo con La rabbia giovane, il film ha una produzione travagliata, durante la quale molti membri della troupe abbandonano durante le riprese, per via del perfezionismo maniacale e dello stile registico idiosincratico di Malick. Arrivati in fase di montaggio, i problemi non si fermano: sempre il perfezionismo di Malick porta quest'ultimo a passare ben due anni a montare il film, durante i quali sperimenta numerose tecniche non convenzionali. Distribuito nel 1978, il film ottiene il plauso della critica e riconoscimenti in tutto il mondo, tra cui l'Oscar alla migliore fotografia e il premio per il Miglior Regista al Festival di Cannes 1979.

### Il periodo di pausa
In seguito al successo de I giorni del cielo, Malick incomincia lo sviluppo di Q, film che avrebbe dovuto esplorare le origini della vita sulla Terra. Durante la pre-produzione, il regista si trasferisce a Parigi e scompare dal mondo del cinema per quasi due decenni. Durante questo suo periodo di pausa, continua la sua attività di sceneggiatore, scrivendo vari progetti incompiuti, tra cui: The English Speaker, sulla analisi di Josef Breuer di Anna O., gli adattamenti cinematografici del romanzo di Walker Percy The Moviegoer e quello di Larry McMurtry The Desert Rose, sulla storia di Jerry Lee Lewis, l'adattamento teatrale di Sansho the Bailiff, che avrebbe dovuto essere diretto dal Andrzej Wajda; continua anche a lavorare alla sceneggiatura di Q. Gli elementi contenuti in Q alla fine confluiranno in The Tree of Life. Secondo Jack Fisk, Malick avrebbe anche effettuato delle riprese durante il periodo di pausa.

### Anni novanta

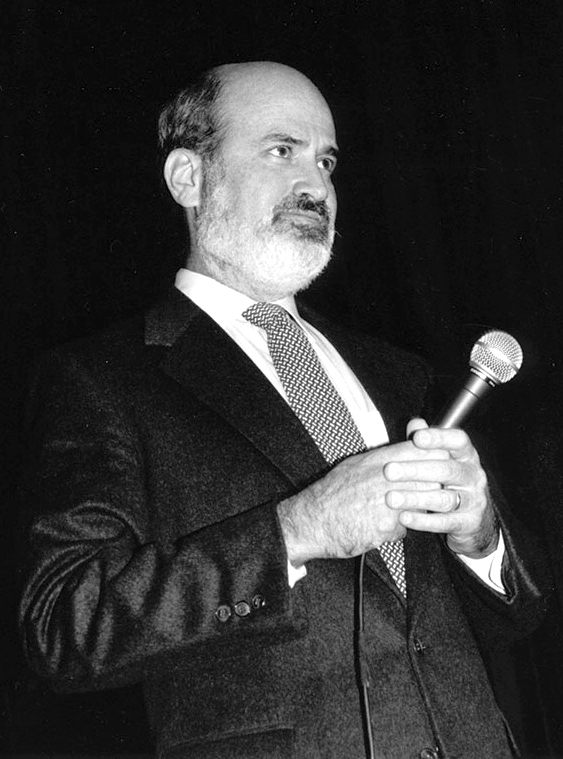
Malick nel 1993

Vent'anni dopo I giorni del cielo, Malick ritorna dirigendo il film di guerra La sottile linea rossa, liberamente adattato dall'omonimo romanzo di James Jones. Durante i suoi anni di assenza, l'importanza di Malick come regista era salita a livelli esponenziali, tanto che, prima dell'inizio delle riprese, le più importanti star maschili del momento (fra le quali Brad Pitt, Kevin Costner, Leonardo DiCaprio e Nicolas Cage) si offrono per recitare nel film anche gratuitamente, ma vengono scartati dal regista. Fanno parte del cast invece James Caviezel, Sean Penn, Nick Nolte, Adrien Brody, John Cusack, John C. Reilly, George Clooney, Jared Leto e John Travolta. Anche Mickey Rourke, Bill Pullman, Martin Sheen, Viggo Mortensen e Gary Oldman recitano nel film ma i loro ruoli vengono tagliati da Malick in fase di montaggio. Girato in Queensland in Australia e nelle Isole Salomone, anche questo film viene acclamato dalla critica, venendo candidato a sette Premi Oscar e vincendo l'Orso d'oro al Festival internazionale del cinema di Berlino nel 1999.

### Anni duemila
Dopo esser venuto a conoscenza di un articolo scritto da Malick su Che Guevara durante gli anni sessanta, Steven Soderbergh gli offre la possibilità di scrivere e dirigere un biopic sul Che, con protagonista Benicio del Toro, che è in fase di sviluppo. Malick accetta e scrive una sceneggiatura incentrata sulla rivoluzione fallita di Guevara in Bolivia.
Dopo un anno e mezzo di stallo, Malick decide di dirigere The New World - Il nuovo mondo, basato su una sceneggiatura che aveva cominciato a scrivere sin dagli anni settanta. Il regista abbandona definitivamente il progetto su Guevara nel marzo del 2004.
The New World, quarto film da regista, esce alla fine del 2005. Il film è incentrato sulle vicende dell'America del 1607, quando coloni europei e nativi americani entrano in conflitto. La storia narra del leggendario amore tra la principessa Pocahontas (Q'orianka Kilcher), una dei nativi, e John Smith (Colin Farrell), un soldato dell'esercito inglese. Anche qui non sono mancati i problemi in corso di produzione: il girato totale del film ammontava originariamente a oltre un milione di metri di pellicola, rendendo necessarie ben tre diverse fasi di tagli di montaggio. Il perfezionismo tipico di Malick l'ha portato prima a far slittare l'uscita dal novembre al dicembre 2005 e addirittura a far ritirare dai cinema (ma solo per il mercato nordamericano) la sua opera, allo scopo di tagliare altri 17 minuti di pellicola in sala di montaggio e far riuscire una versione più corta per la metà di gennaio 2006. Nonostante la candidatura all'Oscar per la miglior fotografia, il film, a differenza dei precedenti, viene accolto in maniera tiepida dalla critica al momento della sua uscita. Con il tempo, The New World - Il nuovo mondo viene considerato sempre più positivamente, fino a essere eletto uno dei migliori film del decennio.

### Anni duemilaedieci

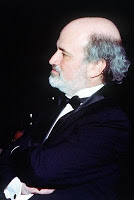
Malick all'anteprima di The Tree of Life al Festival di Cannes 2011.

Il suo quinto film, The Tree of Life, girato nel 2008 principalmente a Smithville (Texas), ha nel cast Sean Penn, Jessica Chastain e Brad Pitt. Vincitore della Palma d'oro al 64º Festival di Cannes, viene presentato in concorso nel maggio 2011, dopo un'attesa di quasi due anni (la sua uscita era inizialmente prevista per il dicembre 2009). La trama del film ruota intorno a una famiglia texana degli anni cinquanta e alla progressiva crescita del primogenito Jack dall'innocenza e dalla bellezza della vita sperimentata nell'infanzia, alla disillusione dell'età adulta. Jack si sente un'anima persa nel mondo moderno; attraverso un percorso interiore cercherà il significato della vita e tenterà anche la riconciliazione con il padre, con il quale ha avuto un rapporto difficile. Il film, dall'impatto visivo molto ricercato (lo stile immaginifico e l'atmosfera di alcune parti richiamano, a detta dei critici, 2001: Odissea nello spazio di Kubrick), cerca di oltrepassare l'individualità della storia per mostrare, appunto come dice il titolo, «l'albero della vita», le sue radici (l'origine della vita) e i suoi fini, quel senso a cui l'uomo anela. Nonostante alcune critiche, il film ottiene una buona accoglienza, venendo considerato tra i migliori del regista, e vince anche il FIPRESCI Award come miglior film dell'anno e riceve tre candidature ai Premi Oscar 2012, miglior film, miglior regista per Malick, e miglior fotografia per Emmanuel Lubezki.
Malick ha presentato alla 69ª edizione del Festival del Cinema di Venezia il suo sesto film, To the Wonder (2012), che tratta di un potente dramma sentimentale. Le riprese si sono svolte principalmente in Oklahoma e in Francia (Parigi e Mont Saint-Michel, da cui trae il nome il titolo). Nel cast figurano volti noti dello star-system hollywoodiano: Ben Affleck (che ha sostituito Christian Bale), Rachel McAdams, Javier Bardem, Olga Kurylenko e l'italiana Romina Mondello. Vengono tagliate, come spesso accade nei film di Malick, le parti di alcuni attori di grosso calibro, tra cui Jessica Chastain, Michael Sheen, Rachel Weisz e Barry Pepper. Il film divide la critica, ancor più che con The New World: alla prima proiezione per i giornalisti è accolto (come già accadde per The Tree of Life), con sonori fischi, oltre a non pochi applausi. Le contestazioni sono dovute soprattutto alla eccessiva cripticità della narrazione e ad alcune scelte stilistiche di difficile impatto, oltre che alle 4 lingue che vengono parlate nel film (inglese, francese, spagnolo e italiano). Corrispondentemente, i critici si dividono sulla carta stampata e sui siti internet: in Italia, Paolo Mereghetti sul Corriere della Sera assegna 1 e 1/2 stella su 4, mentre Maltese su La Repubblica ne assegna 5 su 6. Il film vince il premio collaterale, e minore, assegnato dal SIGNIS (associazione cattolica mondiale).
Il settimo film e l'ottavo film del regista, Knight of Cups e Song to Song, sono girati insieme nel 2012, dopo essere stati annunciati nel 2011. Il primo parla di uno sceneggiatore alla ricerca del proprio io, e vede nel cast Christian Bale, Cate Blanchett e Isabel Lucas. Distribuito nel 2015, il film divide la critica più di The Tree of Life e To the Wonder, ed è considerato il progetto più sperimentale del regista. Il secondo, originariamente intitolato Lawless e poi Weightless, è ambientato durante l'evoluzione della scena musicale di Austin e vede nel cast Ryan Gosling, Bale, Blanchett, Rooney Mara, Haley Bennett, Natalie Portman, Michael Fassbender, Val Kilmer, Clifton Collins Jr., Angela Bettis, Bérénice Marlohe, Florence Welch e Holly Hunter. Il film è distribuito nel marzo 2017 negli Stati Uniti.
Durante la post-produzione di questi due film, Malick è invitato a unirsi all'Academy of Motion Picture Arts and Sciences, nel giugno del 2012.
Parallelamente ai due progetti precedenti, Malick lavora a un documentario IMAX intitolato Voyage of Time, contenente diversi spunti provenienti dal mai realizzato Q e The Tree of Life. The Hollywood Reporter lo ha descritto come "una celebrazione del pianeta Terra [...] dall'inizio dell'universo fino al suo collasso finale." Al documentario lavorano i veterani degli effetti speciali Douglas Trumbull (2001: Odissea nello spazio) e Dan Glass (Matrix), mentre Brad Pitt e Cate Blanchett sono narratori. Voyage of Time è distribuito in patria il 7 ottobre 2016. Lo stesso anno il film concorre per il Leone d'oro alla 73ª Mostra internazionale d'arte cinematografica di Venezia.
Nel 2019 esce il suo ultimo film La vita nascosta - Hidden Life (titolo di lavorazione: Radegund), che rappresenta il ritorno di Malick tra le vicende della seconda guerra mondiale: Franz Jaegerstaetter, un contadino austriaco si rifiuta di prestarsi al servizio di leva obbligatorio per il Terzo Reich, dopo che la Germania ha annesso l’Austria nel 1938, e che per questo è giustiziato. Il film è scritto da Malick, a partire dagli scambi epistolari originali tra il protagonista e la moglie, e vede August Diehl nei panni del protagonista. Lo stile mostra dunque uno stacco netto rispetto ai suoi film più recenti: il racconto di una vicenda reale, con risvolti e spunti di riflessione ancora attuali. Nel 1938 Jaegerstaetter fu l’unico del suo paese a votare contro l’annessione alla Germania di Hitler, e nel 1943 non volle arruolarsi. Fervente cattolico, nel 2007 fu beatificato e dichiarato martire da Papa Benedetto XVI. A lui già nel 1971 è stato dedicato un film.
Il film è in concorso al Festival di Cannes 2019.
Oltre al protagonista, il tedesco August Diehl, sono nel cast l'austriaca Valerie Pachner, assieme a Tobias Moretti, Michael Nyqvist, Bruno Ganz, Matthias Schoenaerts, Maria Simon e Ulrich Matthes. Le riprese del film avvengono in varie località tra cui Cima Sappada, paesino nel cuore delle Dolomiti bellunesi scelto tra numerose altre location per aver conservato l’architettura originale delle abitazioni, costruite interamente in legno nello stile blockhaus.

## Vita privata
Malick è noto per essere estremamente riservato, soprattutto relativamente alla propria vita privata: non vuole essere fotografato (tanto da aver stipulato un contratto che impedisce di usare la sua immagine a fini promozionali), concede interviste molto raramente, non consente di entrare nel suo studio nemmeno alla propria moglie, si è isolato volontariamente dallo star-system hollywoodiano e non partecipa mai a serate di gala o conferenze stampa.
Dal 1970 fino al 1976 è stato sposato con Jill Jakes. Verso la fine degli anni settanta è stato fidanzato con la regista e sceneggiatrice Michie Gleason. Nel 1985 ha sposato Michèle Marie Morette, da cui ha divorziato nel 1996. È sposato dal 1998 con Alexandra Wallace. Le sue due relazioni gli sono servite da ispirazione per To the Wonder.
Risiede ad Austin, Texas.

## Filmografia

### Regista e sceneggiatore
- Lanton Mills (1969) - cortometraggio
- La rabbia giovane (Badlands) (1973)
- I giorni del cielo (Days of Heaven) (1978)
- La sottile linea rossa (The Thin Red Line) (1998)
- The New World - Il nuovo mondo (The New World) (2005)
- The Tree of Life (2011)
- To the Wonder (2012)
- Knight of Cups (2015)
- Voyage of Time - Il cammino della vita (Voyage of Time) (2016) - documentario
- Song to Song (2017)
- La vita nascosta - Hidden Life (A Hidden Life) (2019)

### Sceneggiatore
- Ispettore Callaghan: il caso Scorpio è tuo! (Dirty Harry), regia di Don Siegel (1971) - soggetto non accreditato
- Yellow 33 (Drive, He Said), regia di Jack Nicholson (1971) - non accreditato
- Deadhead Miles, regia di Vernon Zimmerman (1972)
- Per una manciata di soldi (Pocket Money), regia di Stuart Rosenberg (1972)
- The Gravy Train, regia di Jack Starrett (1974) - accreditato come David Whitney
- Il bacio dell'orso (Bear's Kiss), regia di Sergei Bodrov (2002) - non accreditato
- Un bellissimo paese (Beautiful Country), regia di Hans Petter Moland (2004) - accreditato come Lingard Jervey
- Undertow, regia di David Gordon Green (2004) - accreditato come Lingard Jervey

### Produttore
- La rabbia giovane (Badlands) (1973)
- Endurance, regia di Leslie Woodhead e Bud Greenspan (1999)
- The Endurance, regia di George Butler (2000)
- La locanda della felicità (Happy Times), regia di Zhang Yimou (2000)
- Un bellissimo paese (Beautiful Country), regia di Hans Petter Moland (2004)
- Undertow, regia di David Gordon Green (2004)
- Amazing Grace, regia di Michael Apted (2006)
- The Unforeseen, regia di Laura Dunn (2007)
- Red Wing, regia di Will Wallace (2013)
- The Better Angels, regia di A. J. Edwards (2014)
- Almost Holy, regia di Steve Hoover (2015)
- The Seer: A Portrait of Wendell Berry, regia di Laura Dunn (2016)
- The Vessel, regia di Julio Quintana (2016)
- The Book of Vision, regia di Carlo S. Hintermann (2020) - produttore esecutivo

### Attore
- Lanton Mills (1969) - cortometraggio
- Per una manciata di soldi (Pocket Money), regia di Stuart Rosenberg (1972) - non accreditato
- La rabbia giovane (Badlands) (1973) - non accreditato
- I giorni del cielo (Days of Heaven) (1978) - non accreditato

### Compositore
- Lanton Mills (1969) - cortometraggio

## Premi e riconoscimenti
- Premio Oscar
  - 1999 - Candidato al miglior regista per La sottile linea rossa
  - 1999 - Candidato alla miglior sceneggiatura non originale per La sottile linea rossa
  - 2012 - Candidato al miglior regista per The Tree of Life
- Golden Globe
  - 1979 - Candidato al miglior regista per I giorni del cielo
- Festival di Cannes
  - 1979 - Candidato alla Palma d'oro per I giorni del cielo
  - 1979 - Prix de la mise en scène per I giorni del cielo
  - 2011 - Palma d'oro per The Tree of Life
  - 2019- Candidato alla Palma d'oro per La vita nascosta - Hidden Life
- Festival internazionale del cinema di Berlino
  - 1999 - Orso d'oro per La sottile linea rossa
  - 1999 - Candidato all'Orso d'argento per La sottile linea rossa
  - 2015 - Candidato all'Orso d'oro per Knight of Cups
- Festival Internazionale del Cinema di San Sebastián
  - 1974 - Concha de Oro per La rabbia giovane
- Mostra internazionale d'arte cinematografica di Venezia
  - 2012 - Candidato al Leone d'oro per To the Wonder
  - 2012 - Premio SIGNIS per To the Wonder
  - 2016 - Candidato al Leone d'oro per Voyage of Time
- American Film Institute
  - 2000 - Franklin J. Schaffner Award
- Fédération internationale de la presse cinématographique
  - 2011 - Premio FIPRESCI per The Tree of Life
- Premio César
  - 2000 - Candidato al miglior film straniero per La sottile linea rossa
- David di Donatello
  - 1979 - Miglior sceneggiatura straniera per I giorni del cielo
  - 2012 - Candidato al miglior film straniero per The Tree of Life
- Los Angeles Film Critics Association
  - 2011 - Miglior regista per The Tree of Life
- New York Film Critics Circle Awards
  - 1978 - Miglior regista per I giorni del cielo
  - 1998 - Miglior regista per La sottile linea rossa
- Chicago Film Critics Association
  - 1998 - Miglior regista per La sottile linea rossa
  - 2011 - Miglior regista per The Tree of Life
- Satellite Award
  - 1998 - Miglior regista per La sottile linea rossa
  - 1998 - Candidato alla miglior sceneggiatura non originale per La sottile linea rossa
  - 2011 - Miglior sceneggiatura originale per The Tree of Life

## Curiosità
- Nel 2002 è stato realizzato, con il suo beneplacito,[62] il documentario Rosy-Fingered Dawn - Un film su Terrence Malick, nel quale Malick non appare mai, ma la sua figura viene evocata attraverso le interviste agli attori e ai collaboratori che hanno lavorato con lui nei suoi primi tre film.
- Nel 2007, alla festa del cinema di Roma, si è tenuta un'intervista/conversazione con il regista texano. L'argomento scelto da Malick è stato il cinema italiano, analizzando in particolare opere di Mario Monicelli, Federico Fellini, Ermanno Olmi, Pietro Germi, significative per la sua esperienza di cineasta. Inoltre ha più volte fatto riferimento a Totò, molto apprezzato e oggetto di parallelismi con Charlie Chaplin e Buster Keaton. Esclusa la presenza dei fotografi ed esigua presenza di pubblico, in modo da poter rispettare la sua privacy.[63]

### Fonti bibliografiche
- (EN) Peter Biskind, Easy Riders, Raging Bulls, Simon and Schuster, 1998, ISBN 978-0-684-85708-4.
- (EN) Lloyd Michaels, Terrence Malick, University of Illinois Press, 2009, ISBN 978-0-252-07575-9.

### Saggi
- Alberto Spadafora, In cielo, in terra. Terrence Malick e Steven Spielberg, Bietti Edizioni, 2012, ISBN 978-88-82482-57-2
- Arianna Pagliara, Il sogno del minotauro: il cinema di Terrence Malick, Historica Edizioni, 2014, ISBN 978-88-96656-79-2.
- Lino Aulenti, Il cinema di Terrence Malick, Falsopiano Editore, 2004, ISBN 978-88-87011-82-1.
- (EN) Carlo Hintermann, Daniele Villa, Luciano Baracaroli e Gerardo Panichi, Terrence Malick: Rehearsing the Unexpected, in Faber & Faber, 2016, ISBN 978-0-571-23456-1.
- (EN) Peter J. Leithart, Shining Glory: Theological Reflections on Terrence Malicks Tree of Life, Cascade Books, 2013, ISBN 978-1-62032-413-4.
- (EN) Paul, Jr. Maher, One Big Soul: An Oral History of Terrence Malick, Upstart Crow Publishing, 2014, ISBN 978-1-304-59527-0.
- (EN) James Morrison, The Films of Terrence Malick, Greenwood Publishing Group, 2003, ISBN 978-0-275-97247-9.
- (EN) Hannah Patterson, The Cinema of Terrence Malick: Poetic Visions of America, Columbia University Press, 2007, ISBN 978-1-905674-25-1.
- (EN) Steven Rybin, Terrence Malick and the Thought of Film, Rowman & Littlefield, 2012, ISBN 978-0-7391-6675-8.
- (EN) Thomas Deane Tucker e Stuart Kendall, Terrence Malick: Film and Philosophy, Continuum, 2011, ISBN 978-1-4411-5003-5.